# Todd Bosley
Todd Bosley (Overland Park, 29 de julho de 1984) é um ator estadunidense.
Iniciou a carreira em 1994, no filme Little Giants. Em 1996, trabalhou na comédia Jack ao lado de Robin Williams, filme dirigido por Francis Ford Coppola. Em 1999, trabalhou em outra comédia, o filme Treehouse Hostage. Na década de 2000, seus trabalhos mais destacados foram nas séries: The O.C., Scrubs: Interns e Scrubs e no filme Art School Confidential.
Na década de 2010, suas principais atuações foram em: Boa Sorte, Charlie!, Dr. House, iCarly e Game Shakers.

## Filmografia televisiva
- 1996: Seinfeld
- 2002: Fastlane
- 2005/06: The O.C.
- 2006: Veronica Mars
- 2008: October Road
- 2008: Bones
- 2009: Scrubs
- 2010: Boa Sorte, Charlie!
- 2010: Weeds
- 2010: Dr House
- 2012: iCarly
- 2016: Game Shakers